# Albor Fossae
Le Albor Fossae sono una struttura geologica della superficie di Marte.